# Renato Oniga
Renato Oniga (Venezia, 24 settembre 1961) è un filologo classico e latinista italiano.

## Biografia
Laureatosi in Lettere nel 1984 all'Università Ca' Foscari di Venezia con Maurizio Bettini e Cesare Questa, nel 1989 ha ottenuto il dottorato di ricerca in Filologia greca e latina coordinato da Luciano Canfora presso l'Università di Bari, con una tesi sul Bellum Iugurthinum di Sallustio, sotto la supervisione di Giovanni Cipriani. Ha insegnato latino e greco presso il liceo classico “Marco Polo” di Venezia fino al 1992, anno in cui è diventato professore associato di Lingua e letteratura latina presso la Facoltà di Lingue e Letterature straniere dell'Università di Udine. Confermato nel 1995, è diventato poi, presso la stessa università, professore straordinario nel 2000 e infine ordinario dal 2003 ad oggi. Nel 2012 ha fondato a Udine la rivista scientifica online Lingue antiche e moderne. I suoi studi si distinguono per l'utilizzo delle teorie linguistiche contemporanee al fine di una più aggiornata analisi della lingua latina.